# Sophie Albert
Bianca Lyttle Reyes (30 de agosto de 1991, Mandaluyong), es una actriz filipina, ella participó como concursante en el evento de "Artista Academy", un concurso de talentos y más adelante ganó el concurso junto al actor y cantante Vin Abrenica.

## Trivia
- Antes de unirse a "AA", Sophie fue miembro del "Magic Star lote 15", junto a Martín del Rosario, Collins Max (como Isabelle Abiera), Jessy Mendiola y Bela Padilla (como Krista Valle). Ella utilizó su verdadero nombre, como Bianca Reyes.
- Ella es nieta de una famosa pedagoga filipina, Josephine C. Reyes, hermana de la expresidenta filipina ya fallecida, Corazón Aquino.

## Filmografía

### Televisión
| Año  | Título                 | Personaje   | Nota                       | Canal       |
| ---- | ---------------------- | ----------- | -------------------------- | ----------- |
| 2012 | Artista Academy        | Ella misma  | Best Actress Student Award | TV5         |
| 2013 | Never Say Goodbye      | Kate        |                            | TV5         |
| 2022 | Abot-Kamay na Pangarap | Hazel Roces |                            | GMA Network |